# Silvia Avallone
Silvia Avallone (Biella, 11 aprile 1984) è una scrittrice, poetessa e giornalista italiana.

## Biografia
Silvia Avallone è nata a Biella nel 1984, il giorno 11 aprile. Vive a Bologna, dove si è laureata in Filosofia e specializzata in Filologia moderna con una tesi su La Storia di Elsa Morante Collabora inoltre con il Corriere della Sera, La lettura e 7, dove scrive mensilmente. Nel 2007 ha pubblicato la raccolta di poesia Il libro dei vent’anni, vincitrice del Premio internazionale di poesia Alfonso Gatto sezione giovani. Sue poesie e racconti sono apparsi su Granta, Nuovi Argomenti e Vanity Fair.
Con il suo romanzo d’esordio Acciaio (Rizzoli, 2010) ha vinto il premio Campiello Opera Prima, il premio Flaiano, il premio Fregene, il premio Città di Penne, e si è classificata seconda al premio Strega 2010 dietro Canale Mussolini, pur avendo in seguito venduto più copie. Il romanzo è stato tradotto in 25 lingue e in Francia, con D’Acier, ha vinto il Prix des lecteurs de L’Express 2011. Da Acciaio è tratto il film omonimo, per la regia di Stefano Mordini, con Michele Riondino e Vittoria Puccini, prodotto da Palomar e presentato nel 2012 alla 69ª Mostra internazionale d’arte cinematografica di Venezia, all’interno delle Giornate degli Autori. Sempre ad Acciaio è ispirata l'omonima canzone di Noemi che apre l'album Made in London del 2014. Nel 2015 la compagnia teatrale svizzera "L'outil de la ressemblance" ha portato in scena lo spettacolo "D'acier", tratto dalla traduzione francese del romanzo.
Nel 2011, per gli Inediti d'autore del Corriere della Sera, è uscito il racconto La lince, poi tradotto in Francia con il titolo Le lynx. Nel 2013 ha pubblicato Marina Bellezza (Rizzoli), il suo secondo romanzo, tradotto in Francia, Olanda, Germania, Norvegia e Svezia. Premio Zocca Giovani 2014. Sempre nel 2014 fa parte della giuria di qualità della 64ª edizione del Festival di Sanremo. Il suo terzo romanzo, uscito nel 2017, s'intitola Da dove la vita è perfetta. Il titolo è un verso di una sua poesia giovanile de Il libro dei vent'anni, ed è tradotto in Francia, Olanda, Svezia e Slovacchia. Nel 2018 viene inserita nella lista dei 47 autori selezionati dai bibliotecari svedesi per l'assegnazione del "Contro Nobel" per la Letteratura da parte della Nuova accademia di Svezia.
Il 21 giugno 2019 presso l’Aula Magna dell’Alma Mater Studiorum – Università di Bologna, durante la cerimonia dei Dottori di Ricerca, le è stata conferita la Medaglia Petrarca per le Arts and Humanities per essersi distinta, in qualità di alumna dell’Università di Bologna, in ambito letterario. È la prima volta nella storia dell’Ateneo che questa onorificenza viene assegnata. In occasione del quarantesimo anniversario della strage alla stazione di Bologna, ha scritto e letto il poema in prosa inedito per il documentario La bomba. 2 agosto 1980, la strage dell’umile Italia prodotto da Rai Teche, da un’idea di Andrea di Consoli, per la regia di Emilia Mastroianni, andato in onda su Rai 1, all’interno dello Speciale Tg1, il 2 agosto 2020.
Il suo quarto romanzo, Un’amicizia, è uscito in Italia il 10 novembre 2020 per Rizzoli e ha vinto il Premio Croce Pescasseroli, il Premio Cimitile e il Premio Viadana 2021 per la narrativa. È in corso di pubblicazione in 16 Paesi stranieri e sarà trasposto in una serie televisiva. L’8 marzo 2021, in occasione delle celebrazioni ufficiali per la Giornata Internazionale della Donna trasmesse in diretta su Rai 1, ha tenuto un discorso presso il Quirinale per la parità dei sessi e sul valore della parola “indipendenza” alla presenza del Presidente della Repubblica Sergio Mattarella e delle più alte cariche dello Stato ed è stata nominata Cavaliere dell’Ordine “Al merito della Repubblica Italiana”. Il 23 gennaio 2024 è uscito in Italia, sempre per Rizzoli, il suo romanzo Cuore nero, che ha vinto il Premio Viareggio e il Premio Elsa Morante 2024 per la narrativa   ed è in corso di traduzione in più di 20 Paesi.

## Vita privata
È sposata con Giovanni Previdi dal 2010 . Ha due figlie, nate nel 2015 e nel 2023, Nilde e Ingrid.

## Opere
- Il libro dei vent'anni, Firenze, Edizioni della Meridiana, 2007 ISBN 88-6007-094-5
- Acciaio, Milano, Rizzoli, 2010 ISBN 978-88-17-03763-1 (poi in edizione tascabile Vintage BUR 2011 ISBN 978-88-17-05304-4)
- Marina Bellezza, Milano, Rizzoli, 2013, ISBN 978-88-17-87236-2
- Da dove la vita è perfetta, Milano, Rizzoli, 2017, ISBN 978-88-17-09353-8
- Un'amicizia, Milano, Rizzoli, 2020, ISBN 978-88-17-15411-6
- Cuore nero, Milano, Rizzoli, 2024, ISBN 978-88-17-18460-1

## Riconoscimenti
Premio Alfonso Gatto
- 2008 - Opera prima per Il libro dei vent'anni

Premio Campiello
- 2010 - Opera Prima per Acciaio[5]

Premio Città di Penne
- 2010 - per Acciaio

Premio Flaiano
- 2010 - sezione letteraria per Acciaio

Premio Fregene
- 2010 - per Acciaio

Premio Strega
- 2010 - seconda classificata con Acciaio[6]

Prix des lecteurs de L'Express
- 2011 - per Acciaio[20]

Premio Zocca Giovani
- 2014 - per Marina Bellezza

Premio nazionale di cultura Benedetto Croce
- 2021 - per Un'amicizia

Premio Cimitile
- 2021 - sezione narrativa per Un'amicizia[21]

Premio Viadana
- 2021 - sezione narrativa per Un'amicizia[11]

Premio Elsa Morante
- 2024 - sezione narrativa per Cuore nero

Premio Viareggio
- 2024 - sezione narrativa per Cuore nero